# Presumptes culpables. Els altres Altsasu
Presumptes culpables. Els altres Altsasu és una pel·lícula documental de 2022, dirigida per Albert Segura i Anna Sanmartí. L'obra fou produïda per Televisió de Catalunya i Broadcaster Audiovisual Services (BAS), amb la col·laboració de la Conselleria de Cultura de la Generalitat de Catalunya. El documental es va estrenar a les 22:05 hores del 18 de gener de 2022 a través del programa de televisió Sense ficció de TV3, el qual va aconseguir ser el cinquè programa més vist del dia de l'emissora, amb 345.000 espectadors i una quota d'audiència del 15,2%, esdevenint líder de la franja horària i, fins al moment, el cinquè millor resultat del programa aquella temporada.

## Argument
Després de gairebé quatre anys a presó per una baralla de bar, Adur Ramírez de Alda i Jokin Unamuno, dos dels joves empresonats en el cas Altsasu, aprofiten el règim de tercer grau penitenciari per a viatjar a Catalunya per agrair la solidaritat rebuda i donar suport a persones que, de la mateixa forma que ells, estan patint de forma virulenta la repressió de l'Estat espanyol per raons ideològiques. En aquest sentit, es reuneixen amb víctimes de l'Operació Judes com ara Txevi Buigas, Eduard Garzón, Queralt Casoliva i David Budria; amb represaliats per les protestes contra la sentència del judici al procés independentista català com Xènia Garcia; per la protesta contra la manifestació d'homenatge de Jusapol com Marcel Vivet; per les accions del Sindicat de Llogateres com Jaime Palomera i Alpha; així com amb Jordi Cuixart per haver participat en la concentració de rebuig a l'Operació Anubis davant del Departament de la Vicepresidència i d'Economia i Hisenda de la Generalitat de Catalunya.
Els dos joves bascos també fan un recorregut per la presó de Lledoners, Wad-Ras, la Model, la comissaria de Via Laietana i les escoles de Sant Cebrià de Vallalta i Dosrius, ambdós al Maresme, indrets on va haver-hi càrregues durant el referèndum de l'1 d'octubre. Al llarg del documental es fa una reflexió en veu alta sobre la percepció generalitzada de politització i manca d'independència del poder judicial i cossos de policia de l'Estat espanyol. En aquesta línia, l'obra compta amb la participació de representants de les principals associacions de magistrats, professorat de l'Escola Judicial i membres de la Comissió Europea, de Mossos d'Esquadra i dels sindicats del cos.